# John Samuel
Pas d'image ? Cliquez ici

a Compétitions nationales et continentales officielles uniquement.

b Matchs officiels uniquement.
John Samuel, né le 11 mai 1867 à Swansea, et mort le 23 décembre 1947 à Manselton, est un joueur de rugby à XV international gallois. Il évolue au poste d'avant tant en sélection nationale qu'avec le club de Swansea RFC. 

## Carrière en rugby à XV
David Samuel commence à jouer au rugby à XV avec le club de Morriston RFC, comme de nombreux autres joueurs de Swansea. En 1891 John Samuel part jouer avec le club plus huppé de Swansea RFC.
Il honore sa première cape internationale quand il est retenu pour disputer le Tournoi britannique de rugby à XV 1891 avec le pays de Galles lors de la dernière rencontre contre l'Irlande. Les sélectionneurs ont fait appel à de nombreux joueurs de Swansea dans l'équipe, avec les premières sélections de Tom Deacon, David James, le frère de Samuel, David et John lui-même. Boomer Nicholl est également retenu. Après la perte des deux premiers matchs du tournoi, le pays de Galles parvient à l'emporter contre les Irlandais. Le match a lieu au Stradey Park, la décision se joue sur une transformation de Billy Bancroft, donnant la victoire au pays de Galles et la cuillère de bois aux Irlandais. Malgré cette victoire, John Samuel ne connaît pas d'autre sélection.

## Statistiques en équipe nationale
John Samuel dispute un match avec l'équipe du pays de Galles. Il participe à un tournoi britannique.
| Année | Compétition         | Matchs | Points | Essais |
| 1891  | Tournoi britannique | 1      | -      | -      |
| Total | Total               | 1      | -      | -      |